# پاییت جانکشن (اورگن)
پاییت جانکشن (به انگلیسی: Payette Junction) یک منطقهٔ مسکونی در ایالات متحده آمریکا است که در اورگن واقع شده‌است. پاییت جانکشن ۶۵۴٫۱۱ متر بالاتر از سطح دریا واقع شده‌است.